# Páros mérkőzés
A páros mérkőzés a sportban több különböző dolgot jelenthet.[forrás?]
A sakkban és más sportágakban a páros mérkőzés a körmérkőzéssel és a csapatbajnoksággal szemben olyan mérkőzéssorozatot jelent, ahol két versenyző (vagy csapat) játszik egymással több mérkőzést az elsőbbség eldöntése érdekében. 
Teniszben és más olyan sportágakban, amit 2 és 4 fő is űzhet, a páros mérkőzés során 2-2 fő játszik egymás ellen.